# (39439) 2242 T-3
2242 T-3 (asteroide 39439) é um asteroide da cintura principal. Possui uma excentricidade de 0.12572850 e uma inclinação de 8.54074º.
Este asteroide foi descoberto no dia 16 de outubro de 1977 por Cornelis Johannes van Houten e Ingrid van Houten-Groeneveld e Tom Gehrels em Palomar.